# Cyrilov
Cyrilov (německy Chyrillhof) je malá vesnice, část obce Bory v okrese Žďár nad Sázavou. Nachází se asi 2 km na jihovýchod od Borů. V roce 2009 zde bylo evidováno 36 adres. V roce 2001 zde trvale žilo 41 obyvatel.
Osada byla založena v roce 1784 na půdě bývalého vrchnostenského dvora. Matriky pro obec Cyrilov byly založeny v témže roce.
Cyrilov leží v katastrálním území Horní Bory o výměře 5,91 km2.

## Galerie

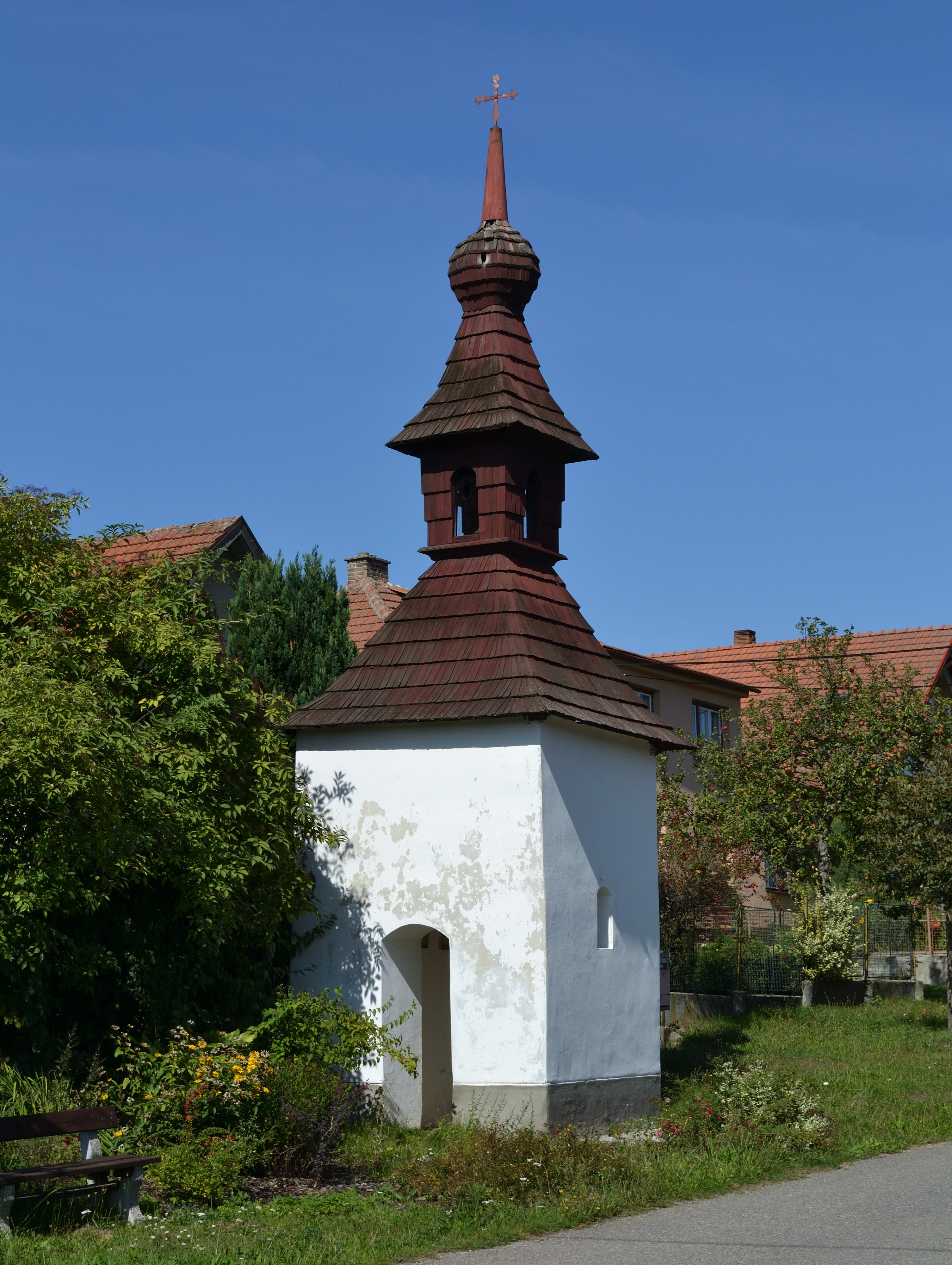
zvonice
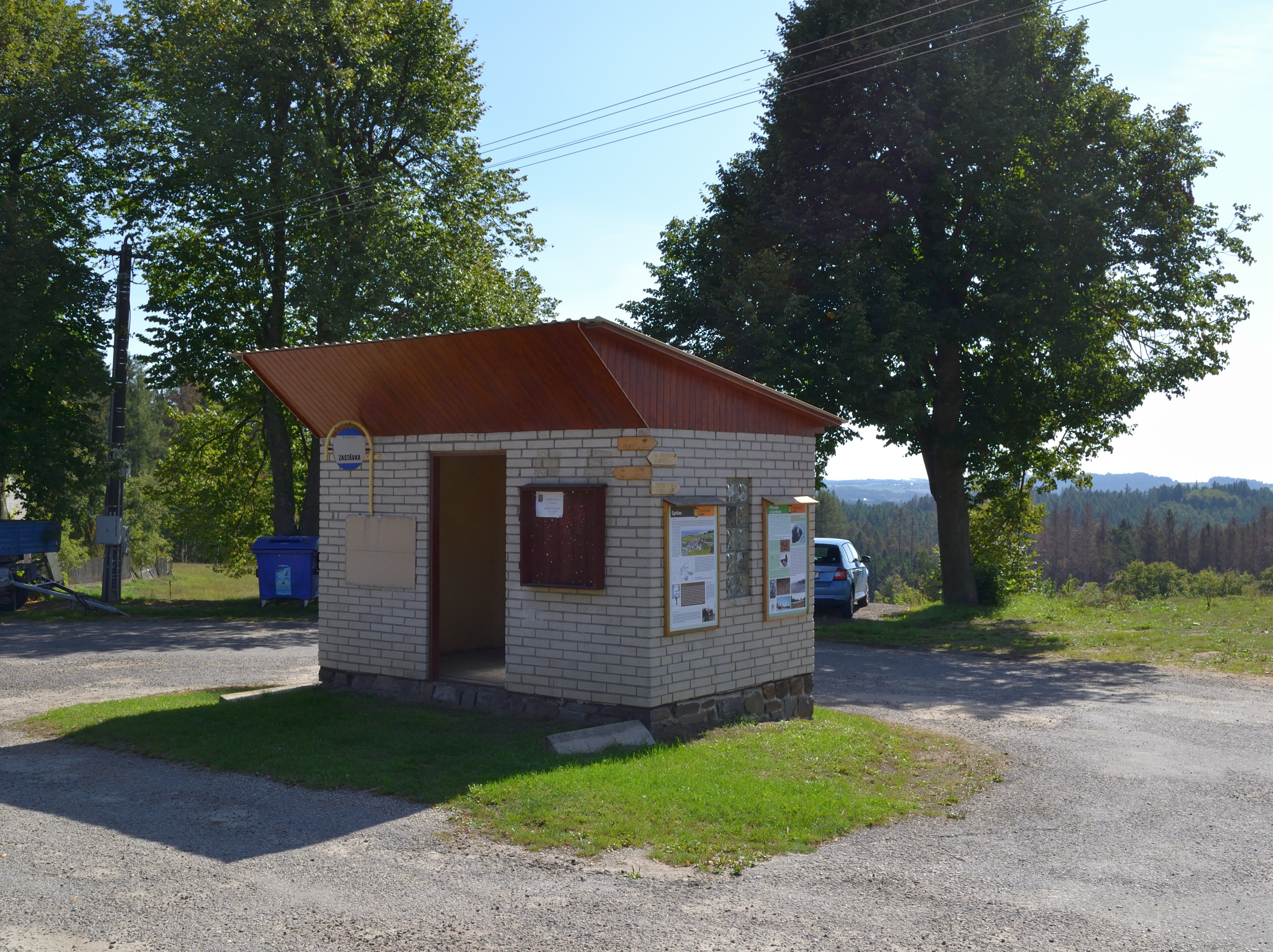
zastávka v jižní části
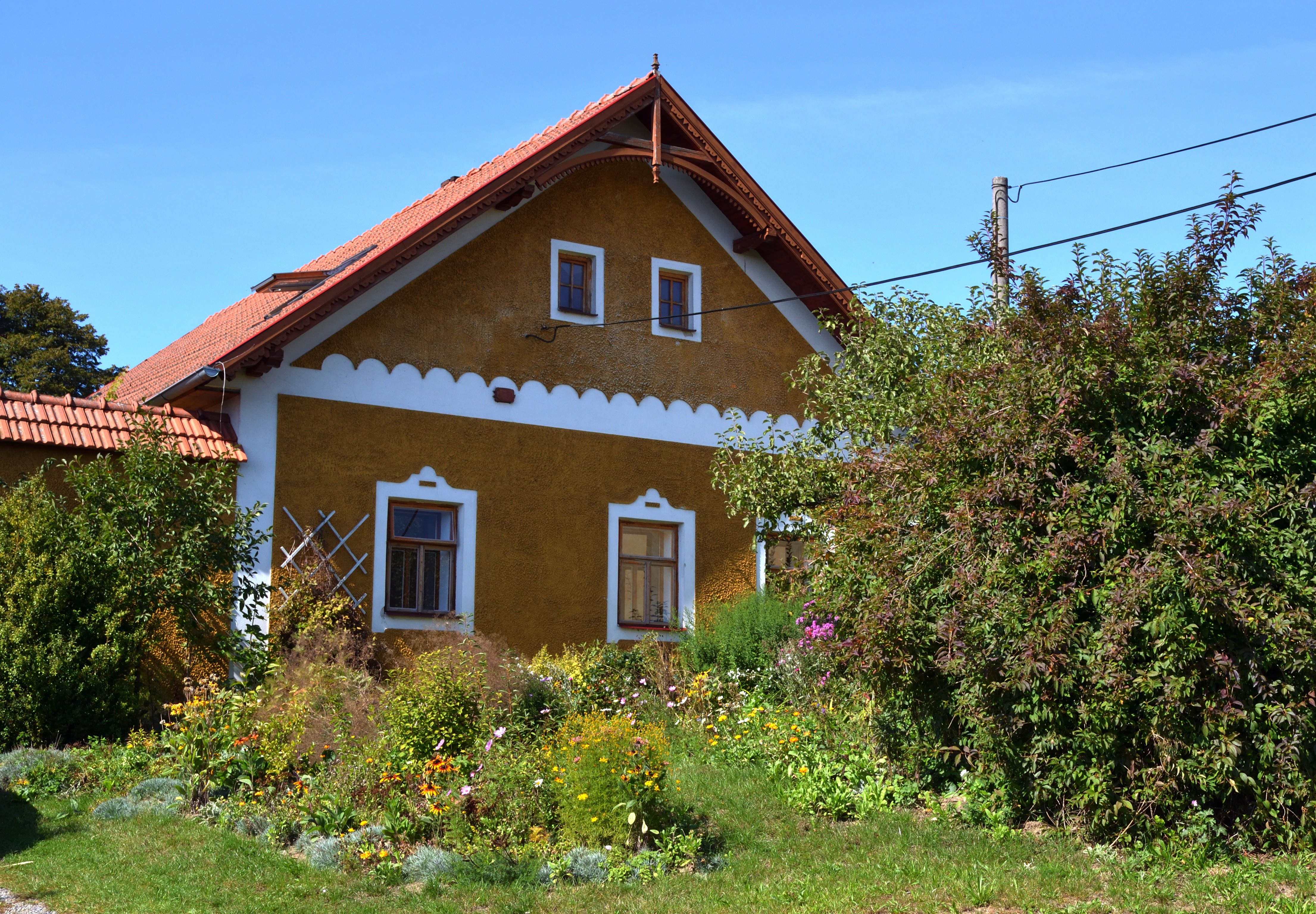
usedlost čp. 6